# Austurbyggð

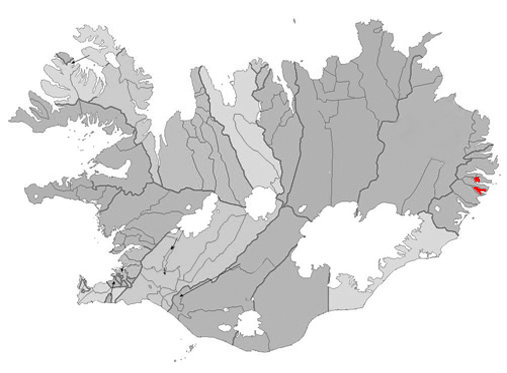
localisation en Islande

Austurbyggð était une municipalité de l'est de l'Islande qui comptait au 1er décembre 2005 859 habitants. Elle a cessé d'exister en 2006 lors de sa fusion avec les municipalités de Mjóafjarðarhrepp et de Fáskrúðsfjarðarhrepp pour former la nouvelle municipalité de Fjarðabyggð.

## Géographie
La ville était divisée en 2 parties :
- Fáskrúðsfjörður (623 habitants - vit de la pêche. Le village abrite un musée)
- Stöðvarfjörður (236 habitants - vit de la pêche et du textile. Le village est situé sur un fjord du même nom)

## Démographie
| Date              | Nombre d'habitants |
| ----------------- | ------------------ |
| 1er décembre 1997 | 926                |
| 1er décembre 2003 | 853                |
| 1er décembre 2004 | 873                |
| 1er décembre 2005 | 859                |